# India pale ale
India pale ale (IPA) este un stil de bere⁠(d) de fermentație superioară, cu un conținut mai mare de hamei⁠(d), din categoria mai largă a berilor pale ale⁠(d).
Berea „pale ale” care a devenit cunoscută sub numele de „India pale ale” era larg răspândită în Anglia în jurul anului 1815 și a dobândit o popularitate tot mai mare ca urmare a exportării sale în India (care a fost sub controlul⁠(d) Companiei Britanice a Indiilor de Est până în 1858) și în alte părți.

## Istoric
Berile „pale pale” de la începutul secolului al XVIII-lea aveau un conținut mic de hamei și erau destul de diferite față de cele din prezent. Pe la mijlocul secolului al XVIII-lea, berea „pale ale” era preparată în mare parte cu malț obținut prin arderea cocsului, care producea o afumare mai mică a orzului în procesul de malțificare, și avea, prin urmare, o culoare mai palidă. O astfel de varietate de bere era berea „October”⁠(d), o bere palidă, cu un conținut mai mare de hamei, populară în rândul moșierilor britanici⁠(d), care o produceau pe plan local; odată fabricată, ea urma să fie păstrată în pivniță⁠(d) timp de doi ani.
Una dintre primele fabrici englezești care au exportat bere în India a fost Bow Brewery a lui George Hodgson, aflată la granița comitatelor Middlesex și Essex. Berile sale au devenit populare în rândul comercianților Companiei Britanice a Indiilor de Est atât datorită accesului relativ ușor la navele de transport (fabrica se afla pe cursul râului Lea⁠(d), la două mile în amonte de East India Docks⁠(d)), cât și a avantajelor financiare (linia de credit⁠(d) a lui Hodgson se întindea pe o perioadă de 18 luni). Navele maritime au transportat aceste sortimente de bere în India, iar berea „October”, care a beneficiat în mod excepțional de pe urma condițiilor de transport, a fost foarte apreciată de consumatorii din colonia britanică. Fabrica Bow Brewery a intrat sub controlul fiului lui Hodgson la începutul secolului următor.
În aceeași perioadă, fabricile de bere din orașul englezesc Burton-upon-Trent își pierduseră piața de export din Europa continentală, îndeosebi Scandinavia și Rusia, atunci când a fost impusă blocada napoleoniană, și căutau o nouă piață de export pentru berile lor.

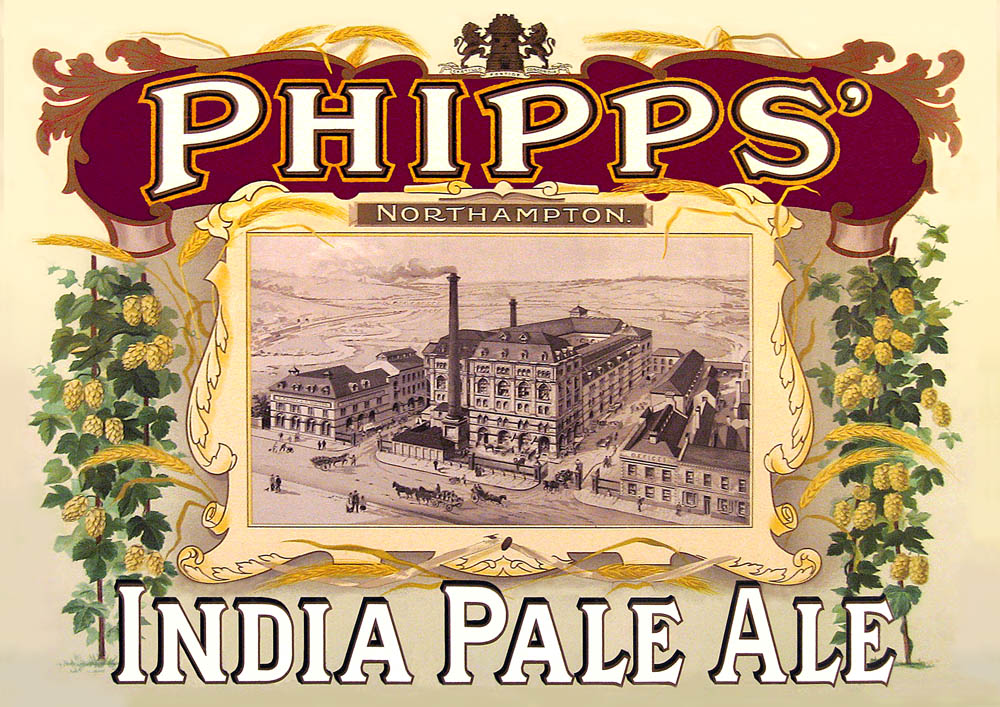
Afiș din secolul al XIX-lea pentru, un producător de bere IPA din Northampton

La solicitarea Companiei Britanice a Indiilor de Est, fabrica de bere Allsopp⁠(d) a produs o bere „pale ale” cu un conținut mare de hamei, în stilul fabricii Hodgson, pentru a fi exportată în India. Alți producători de bere din Burton, precum Bass⁠(d) și Salt⁠(d), au urmat rapid exemplul lui Allsopp și, profitând de calitatea deosebită a apei din oraș, au produs beri asemănătoare.
Expedierea de probă în anul 1827 a câtorva butoaie⁠(d) de bere „India Ale” ale companiei Charrington⁠(d) din cartierul East End⁠(d) al Londrei către orașele indiene Madras și Calcutta s-a dovedit o afacere de succes, iar astfel s-a dezvoltat un comerț regulat cu agenții comerciale britanice importante în acea vreme precum Griffiths & Co din Madras, Adam, Skinner and Co. din Bombay și Bruce, Allen & Co. din Calcutta.
Berile IPA din acea vreme aveau un conținut de alcool doar cu puțin mai mare decât celelalte beri fabricate atunci, dar erau preparate cu o cantitate superioară de hamei și o mare parte a mustului de bere era fermentat, ceea ce însemna mai puține zaharuri reziduale. În timp ce berile IPA erau concepute pentru a face față mai bine călătoriilor lungi pe mare decât celelalte stiluri de bere ale vremii, berile porter⁠(d) au fost, de asemenea, expediate cu succes în India și California.
În cursul anilor 1860, berile „India pale ale” erau produse pe scară largă în Anglia, având un grad mai mare de convertire a zahărului în alcool⁠(d) și un conținut mai mare de hamei decât berile „porter” și „ale”.

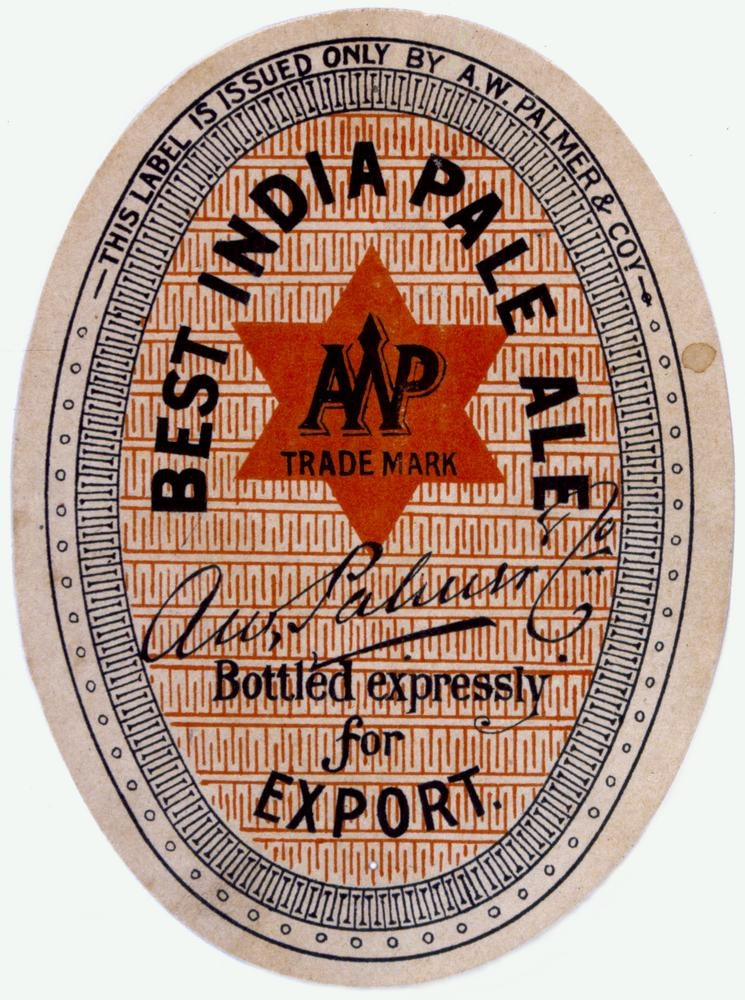
„Best India Pale Ale”, îmbuteliată special pentru export de către A. W. Palmer & Co.

Cererea pentru stilul de bere de export „pale ale”, care devenise cunoscut sub numele de „India pale ale”, a început să se manifeste în Anglia în jurul anului 1840, iar „India pale ale” a devenit un produs popular în această țară. În 1837 berea IPA a lui Hodgson costa de obicei 6/6 (0,325 GBP) pentru o duzină de sticle de 1 pint, la fel ca berea Guinness Double Stout și cu 53% mai mult decât 4/3 (0,2125 GBP) pentru o duzină de sticle de bere „porter”. Unii producători de bere au renunțat la termenul „India” la sfârșitul secolului al XIX-lea, dar, potrivit documentelor, aceste beri „pale ale” au păstrat caracteristicile berii IPA. Berarii americani, australieni și canadieni fabricau bere cu eticheta IPA înaintea anului 1900, iar documentele sugerează că aceste beri erau similare cu berile IPA englezești din acea epocă.
Berile IPA au început să fie exportate în alte țări coloniale, precum Australia și Noua Zeelandă, iar în acea vreme mai multe fabrici de bere au eliminat litera „I” din „IPA” și le-au denumit pur și simplu „Pale Ale” sau „Export Pale”. Kirkstall Brewery⁠(d) și numeroși concurenți au expediat cantități mari de bere în întreaga lume cu o navă cu aburi pentru a fi vândute la licitație angrosiștilor prezenți în port.

## Marea Britanie
Berea „India pale ale” era bine cunoscută în Regatul Unit încă din 1815, dar devenise populară pe piața internă britanică cu câtva timp mai înainte. În preajma Primului Război Mondial erau două stiluri de IPA în Marea Britanie: IPA premium îmbuteliată, cu o densitate specifică de aproximativ 1,065, și IPA depozitată în butoaie pentru dozator, care era una dintre cele mai slabe beri din baruri. De exemplu, berea Bass avea 1,065 OG și 6,4% ABV, dar berea IPA pentru dozatoare a lui Whitbread avea în 1912 doar 1,049 OG și mai puțin de 5% ABV, într-o vreme în care berea britanică medie avea 1,055 OG. La fel ca toate berile britanice, tăria berilor IPA a scăzut în timpul Primului Război Mondial; astfel, berea Bass avea în 1923 o densitate inițială de 1,055, iar berea IPA Whitbread îmbuteliată avea densitatea inițială de 1,036 și concentrația alcoolică de 3,7% (comparativ cu X Mild standard care avea 1,042 OG, la fel ca și bitterul lor). Această concentrație era, de asemenea, tipică altor beri IPA: Greene King⁠(d) (3,7%) și Eagle Charles Wells⁠(d) (3,6%).
Worthington's White Shield⁠(d) este un exemplu de bere istorică „India Pale Ale”, fiind fabricată pentru prima dată în anul 1829 cu scopul principal de a fi exportată în coloniile Imperiului Britanic. În cursul anilor 1960 White Shield a devenit o băutură cult fabricată în cantități mici pentru un public pasionat, dar și-a redobândit popularitatea la începutul anilor 1970, când cererea de bere real ale⁠(d) a crescut în Marea Britanie.
Creșterea interesului pentru berea IPA în vremurile moderne a început în 1990 cu organizarea unui seminar despre berile „pale ale” din Burton în barul The White Horse⁠(d) al lui Mark Dorber din districtul londonez Parsons Green⁠(d). Acest seminar a condus la înființarea unui festival dedicat berii „pale ale” în 1992 și a unui festival dedicat berii IPA în 1993, ocazii pentru care compania Bass a fabricat o bere cu concentrația de 7,2% inspirată de Bass Continental, o bere produsă inițial pentru piața belgiană înainte de cel de-al Doilea Război Mondial și preparată după rețetele Bass din anii 1850. Proprietarul de bar Dorber și scriitorul Roger Protz⁠(d) au organizat apoi în 1994 o conferință dedicată berii IPA la fabrica de bere Whitbread din Londra, la care au participat producători de bere de pe ambele țărmuri ale Atlanticului. Influența acestei întâlniri persistă, deoarece berea IPA East India a companiei Brooklyn Brewery este inspirată din berea pe care berarul Garrett Oliver a dus-o acolo.
În secolul al XXI-lea, unul dintre cele mai populare stiluri de bere din Marea Britanie este berea IPA de influență americană. În anul 2019 sortimentul Punk IPA a companiei BrewDog⁠(d) a fost cea mai bine vândută bere artizanală a țării în puburile autohtone, iar sortimentul Muckle IPA al companiei Swannay⁠(d) a câștigat medalia de aur (Overall Gold) la categoria bere artizanală în butoaie în cadrul competiției Independent Beer Awards organizate de Society of Independent Brewers⁠(d) (SIBA).

## Statele Unite ale Americii

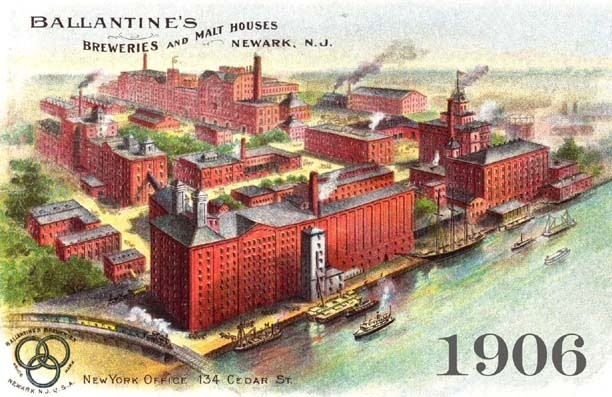
Fabrica Ballantine's din New Jersey, producătoarea berii Ballantine IPA

În epoca revoluției berii artizanale din Statele Unite ale Americii de la sfârșitul secolului al XX-lea, producătorii de bere au început să caute stiluri vechi de bere, care nu mai erau la modă; sortimentul Ballantine IPA⁠(d), care a fost produs în SUA din 1890 până în anii 1990, s-a dovedit a fi o sursă de inspirație. Stilul IPA tradițional era destul de potrivit pentru a capta savoarea și aroma intensă a hameiului american. Bert Grant de la fabrica Yakima Brewing and Malting⁠(d) a descoperit că soiurile de hamei Cascade⁠(d) și Chinook⁠(d), cultivate în zona orașului Yakima, Washington, oferă arome puternice atunci când sunt folosite în prepararea unei beri IPA. Creșterea popularității stilului IPA s-a răspândit pe coasta de vest a Statelor Unite, apoi pe tot teritoriul țării și în cele din urmă în întreaga lume. Se estimează că peste 40% din berea artizanală produsă în Statele Unite ale Americii poate fi clasificată ca IPA.
Potrivit celor consemnate în lucrarea Oxford Companion to Beer⁠(d): „IPA este acum produsul caracteristic al fabricanților de bere artizanală din întreaga lume. Ca urmare a adaptării perfecte ca bere de export, producătorii de bere din Australia până în Scandinavia creează beri noi, inspirate în mare parte de versiunea americană a acestui stil, dar adaugă o nuanță regională proprie lor.”.

### Black IPA
Varianta Black IPA (cunoscută și sub numele de Cascadian Dark Ale (CDA) sau American Black Ale) nu are o culoare palidă. Ea conține aroma amară de hamei tipică altor beri IPA; cu toate acestea, folosirea în procesul de fabricație a malțului prăjit îi conferă o culoare mai închisă. Prima bere Black IPA a fost creată de Greg Noonan⁠(d) de la Vermont Pub & Brewery pentru a fi vândută la dozatoarele din baruri la începutul anilor 1990, dar a devenit populară în Statele Unite ale Americii abia în anul 2009.

### Brut IPA
O bere IPA aspră și seacă, denumită „Brut IPA”, a fost inventată de Kim Sturdavant, un meșter berar de la Social Kitchen and Brewery din San Francisco. Pentru fabricarea acestei variante de bere se adaugă enzima amiloglucozidază pentru a elimina zaharurile.

### Double IPA
Double IPA (denumită și Imperial IPA) este o variantă mai tare, cu mai mult hamei, a berii IPA, care are de obicei o concentrație alcoolică mai mare de 7,5% în volum. Această variantă ar fi fost creată în anul 1994, potrivit unor opinii, de Vinnie Cilurzo, actualul proprietar al companiei Russian River Brewing Company⁠(d) din Santa Rosa (California), la fabrica de bere Blind Pig din Temecula⁠(d) (California).

### New England IPA

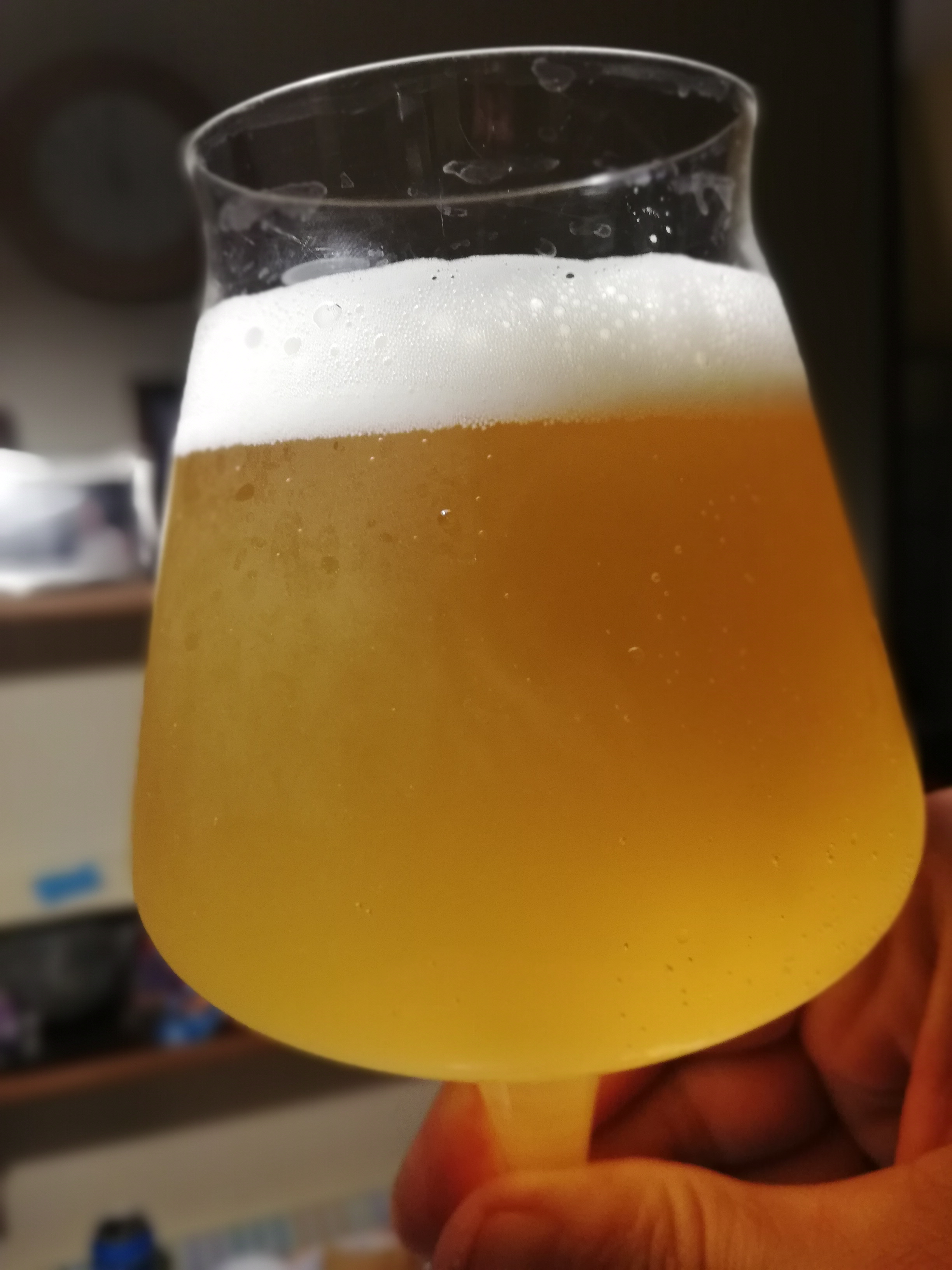
O bere New England IPA cu aspect tipic tulbure

Varianta New England IPA (NEIPA, denumită și Hazy IPA, Juicy IPA sau, mai rar, Vermont IPA) a fost inventată în anul 2004 de John Kimmich la fabrica Alchemist Brewery din Waterbury, Vermont⁠(d). Caracterizată printr-o aromă florală și o aromă suculentă de citrice, cu o aromă puternică de hamei cu amăreală mai scăzută, ea are, de asemenea, o consistență (senzație în gură) fină și un aspect tulbure. Aceste caracteristici sunt obținute printr-o combinație de tehnici de preparare a berii, inclusiv folosirea anumitor tulpini de drojdie, alegerea momentului potrivit de adăugare a hameiului și adaptarea chimiei apei. Berile New England IPA nu trebuie neapărat să fie produse în New England. Această variantă a fost recunoscută oficial în anul 2018 ca un stil de bere separat, Juicy sau Hazy India Pale Ale, de către Asociația Berarilor (Brewers Association). O variație a acestui stil este milkshake-ul IPA, care conține în plus lactoză și ocazional sucuri de fructe pentru a face un New England IPA mai cremos.

### Triple IPA
Triple IPA se caracterizează prin prezența unor arome mai puternice de hamei și printr-un conținut mai mare de alcool, care depășește de obicei 10% ABV⁠(d).

### American IPA / West Coast IPA
Atât varianta „American IPA”, cât și „West Coast IPA” au un conținut ridicat de hamei, evident îndeosebi la varianta West Coast. Ele au adesea o claritate luminoasă și sunt seci, cu un conținut minim de malț. Ca urmare a concentrației mari de hamei, variantele West Coast / American IPA sunt de obicei foarte amare, având un indice de amăreală de 40–70 IBU⁠(d). Ca atare, au de obicei un gust de rășină, precum și de citrice și fructe tropicale datorită folosirii hameiului american „C”, deși acesta nu este singurul hamei care poate fi folosit; fabricile de bere din întreaga lume care încearcă să imite acest stil folosesc adesea soiuri de hamei de pe continentul american sau o combinație de hamei american și hamei autohton.

### White IPA
White IPA („IPA albă”) combină aromele berii American IPA și berii din grâu preparate după rețeta belgiană. În timp ce varianta White IPA poate fi uneori mai concentrată pe berea din grâu preparată după rețeta belgiană sau pe stilul de bere IPA, profilul aromatic rezultat este un amestec original între fenolii picanți din tulpina de drojdie belgiană și notele vibrante de citrice din hameiul cultivat pe continentul american.

### India pale lager / Cold IPA
India pale lager (IPL) sau Cold IPA este un stil de bere⁠(d) cu hamei inspirat de „India pale ale”. Dar, spre deosebire de berea IPA, berile IPL sunt obținute prin fermentarea cu o tulpină de drojdie destinată berilor lager la temperaturi de fermentație mai scăzute. În general, ele conțin o cantitate mai mare de hamei și creează senzația aspră a unei beri lager.

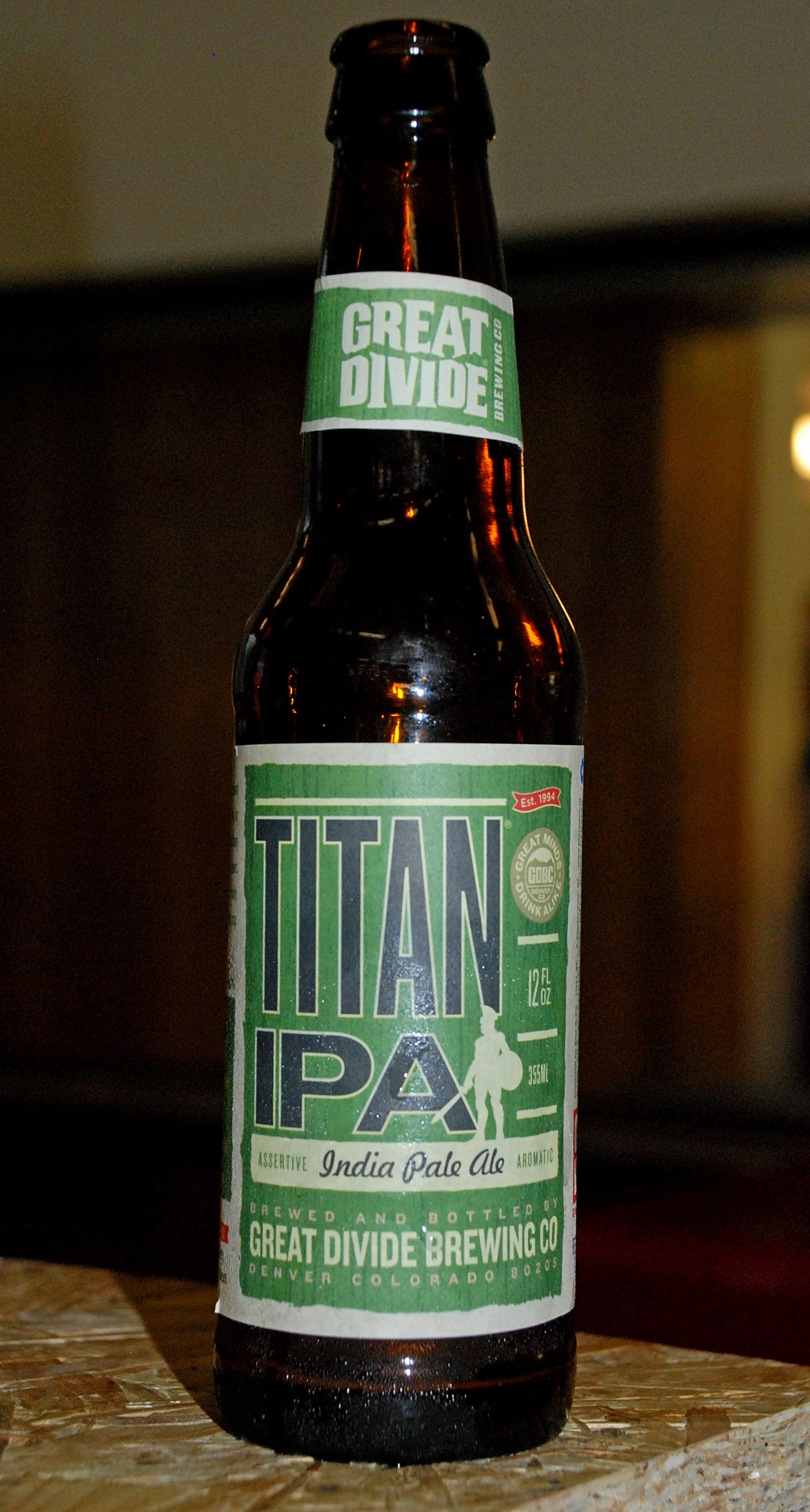
Titan IPA (Great Divide⁠(d))
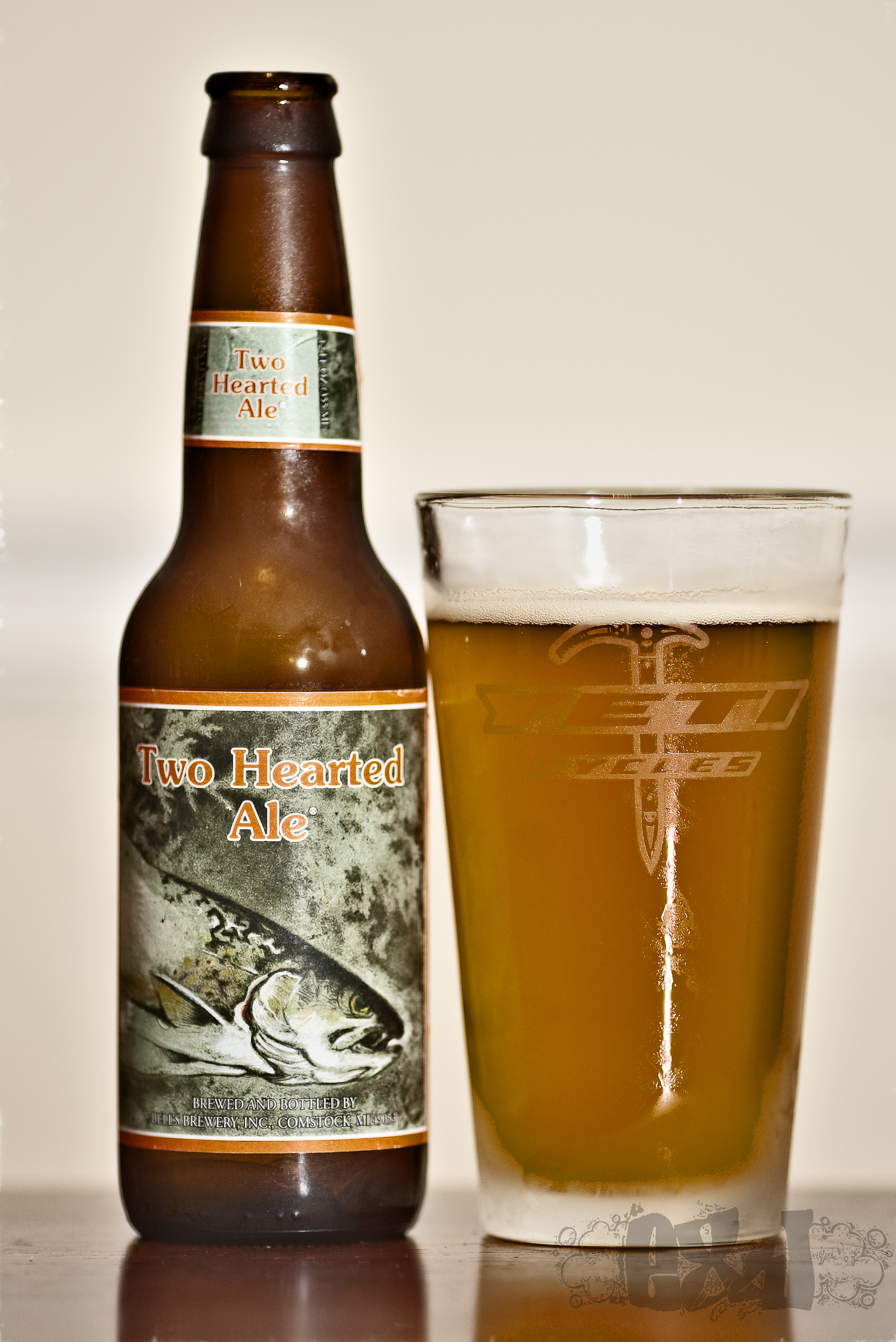
Two Hearted Ale (Bell's⁠(d))
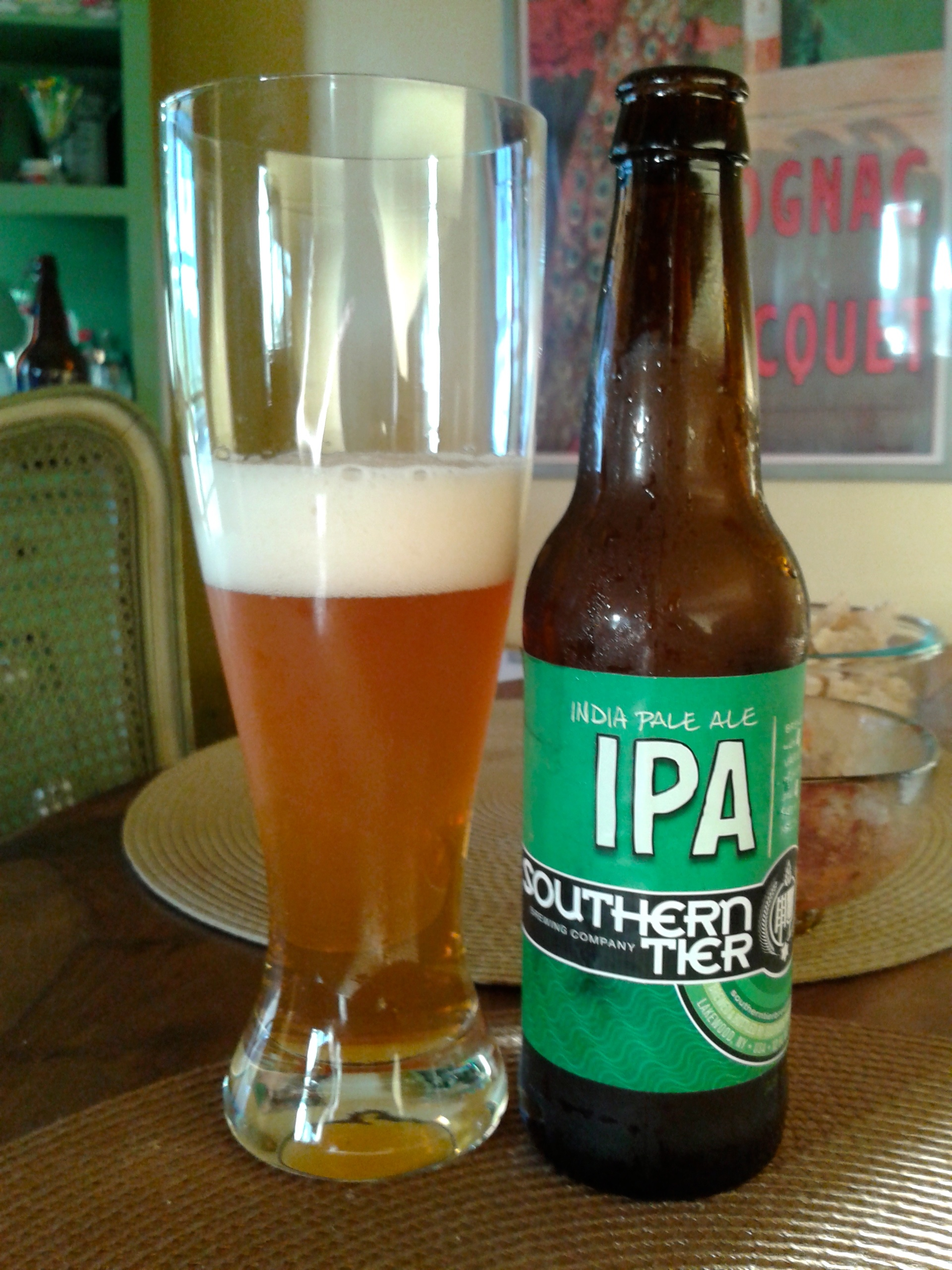
IPA (Southern Tier⁠(d))
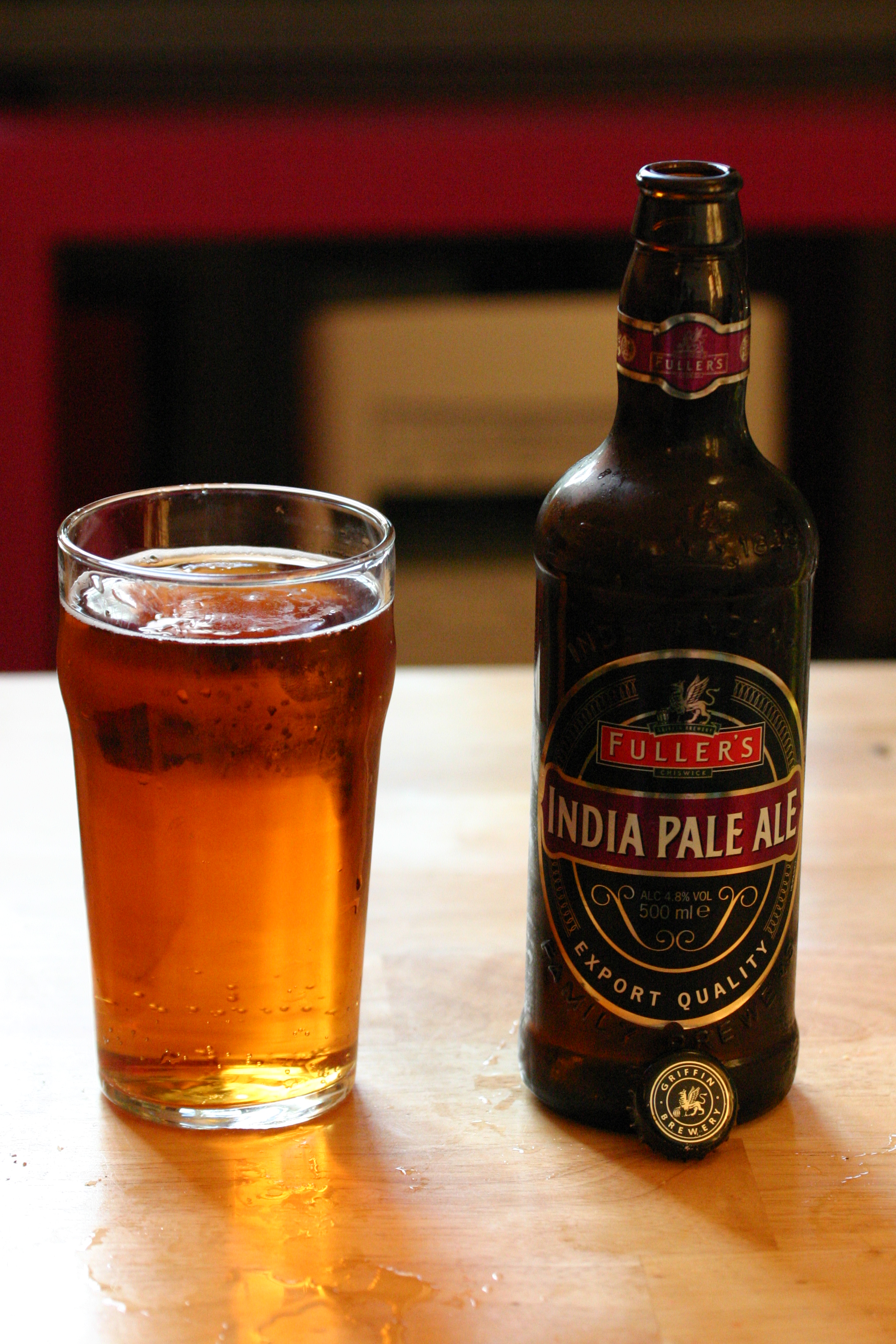
India Pale Ale (Fuller's⁠(d))
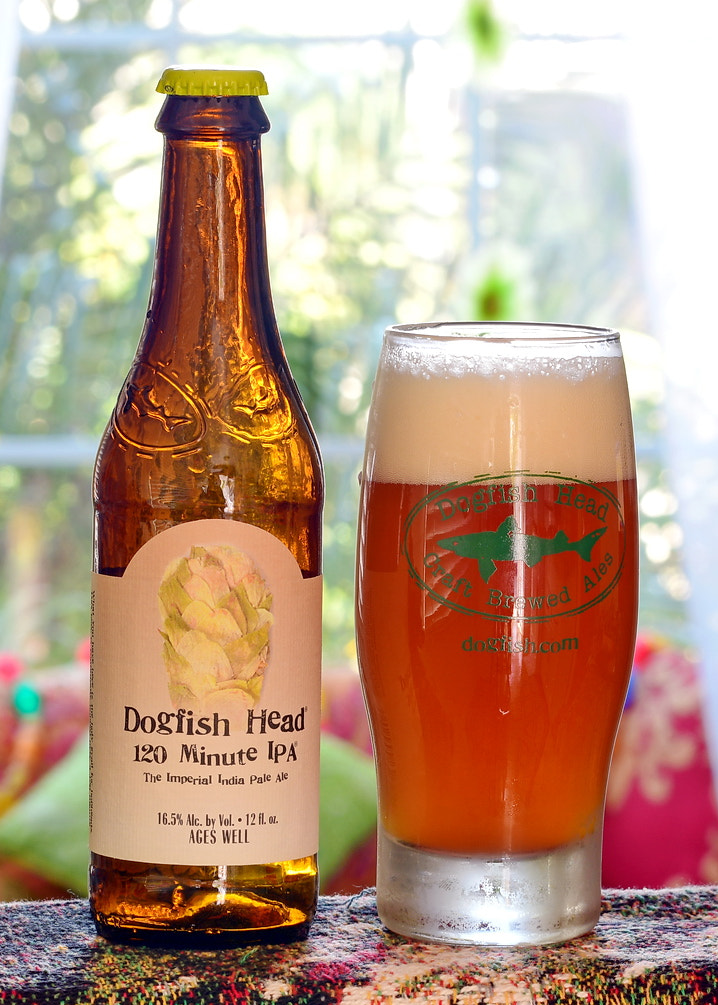
120 Minute IPA (Dogfish Head⁠(d))
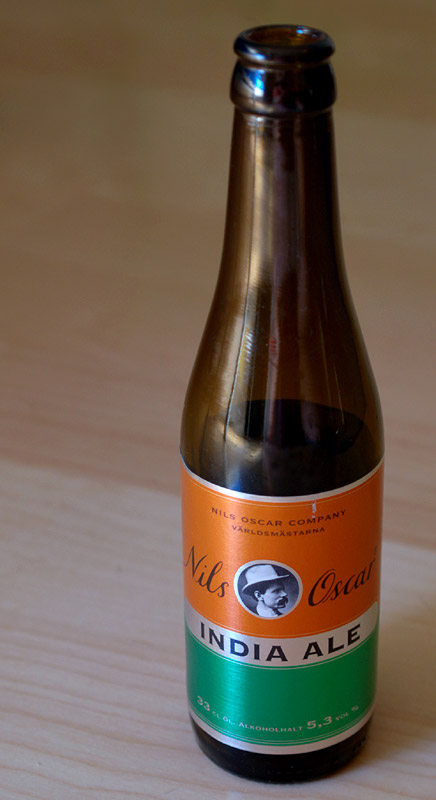
India Ale (Nils Oscar⁠(d))
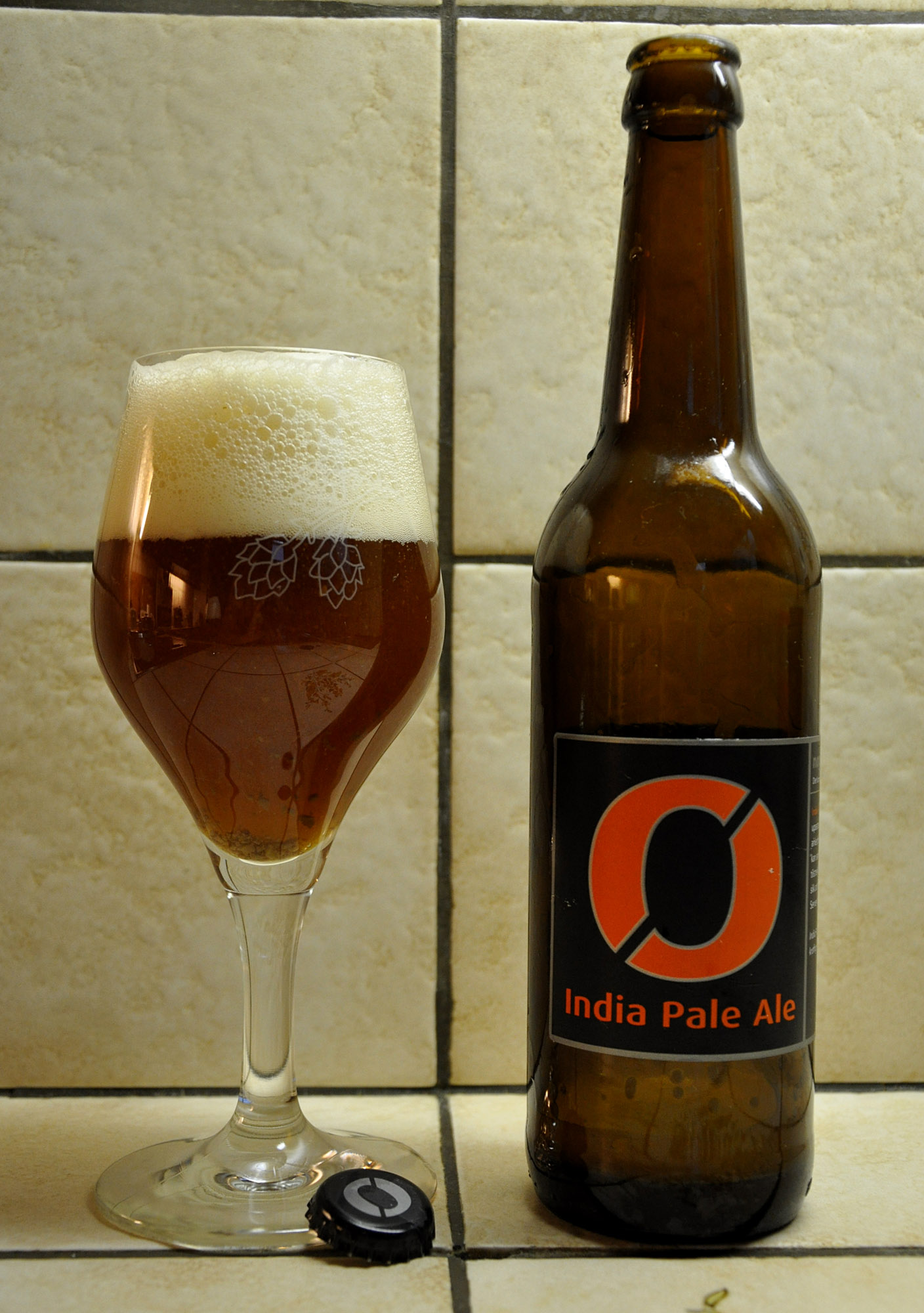
India Pale Ale (Nøgne Ø⁠(d))